# Burgpreppach

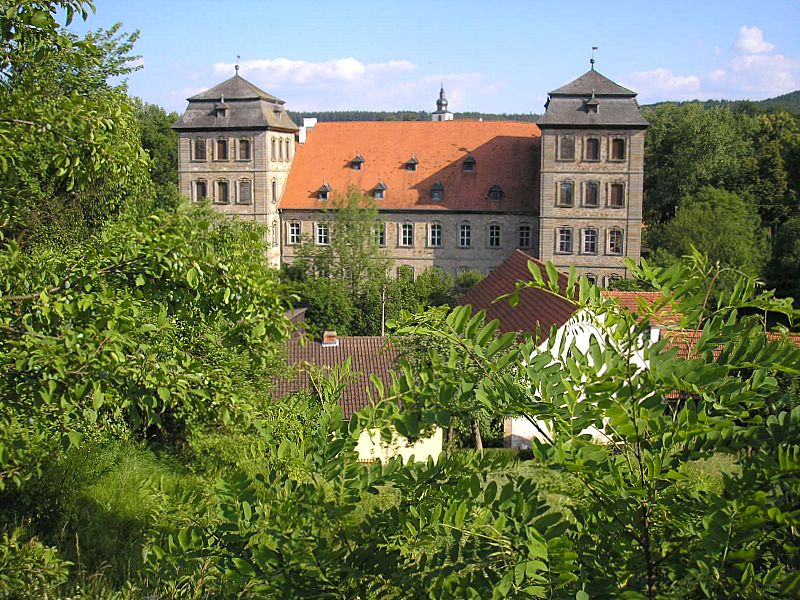
Burgpreppach

Burgpreppach este o comună-târg din districtul Haßberge, regiunea administrativă Franconia Inferioară, landul Bavaria, Germania.